# أبل بودكاست
آبل بودكاست (بالإنجليزية: Apple Podcasts) المعروفة ببساطة باسم بودكاست في أنظمة تشغيل أبل هي خدمة دفق الصوت وتطبيق مشغل الوسائط الذي طورته شركة أبل، لتنزيل البودكاست وتدفقه واكتشافه وتشغيله ومشاركته. بدأت آبل في دعم البودكاست مع آي تيونز الذي تم إصداره في يونيو 2005 وأطلقت أول تطبيق محمول مستقل لها في عام 2012، تم تثبيت التطبيق لاحقًا مسبقًا مع نظام التشغيل آي أو إس، بدءًا من أكتوبر 2014. يضم دليل آبل بودكاست أكثر من مليوني عرض.

## تاريخ آبل البودكاست
بدأ البودكاست في أواخر عام 2004 من الجيل الثاني من الويب "ويب 2,0"؛ ولكن المقدرة على نشر وتوزيع الملفات الصوتية والمرئية كانت موجودة قبل الإنترنت. للبودكاست شعبية كبيرة في الدول الغربية، وتجد لها جماهير ومتابعين كثر، إما لانشغال الناس عن التلفاز أو لوجود محتوى أكبر قيمة وأكثر حرية على الإنترنت يقدمها متخصصون أو هواة.
في يونيو 2005، أضافت أبل ملفات بودكاست إلى آي تيونز 4.9 وأنشأت دليلًا للعروض في متجر آي تيونز، بدءًا من 3000 إدخال. في أبريل 2020، تجاوزت أبل بودكاست المليون عرض. في يونيو 2021، أطلقت أبل خيارًا لمنشئي البودكاست لتنفيذ اشتراكات مدفوعة من خلال قنوات البودكاست.

## الحصة السوقية
كان لدى أبل بودكاست ما يقدر بنحو 28 مليون مستمع شهريًا في الولايات المتحدة وحصة سوقية تبلغ 23.8٪ في مارس 2021، وهو الشهر الأول الذي تراجعت فيه عن سبوتيفاي بودكاست كأفضل منصة بث في الولايات المتحدة. كان هذا انخفاضًا من حصة أبل السوقية البالغة 34٪ في عام 2018.

## منصات التطبيق
تتوفر آبل بودكاست على الأنظمة التالية:
- إصدارات آي أو إس، وآي باد أو إس، وماك أو إس، ووتش أو إس، وتي في أو إس، وأبل كار بلاي
- أنظمة تشغيل مايكروسوفت.
- أجهزة أمازون أليكسا.
- مكبرات الصوت الذكية أمازون إيكو

## وصلات خارجية
الموقع الرسمي